# Жак Пер'є (баскетболіст)
Жак Пер'є (фр. Jacques Perrier, 12 жовтня 1924 — 23 червня 2015) — французький баскетболіст.
Срібний призер Олімпійських Ігор 1948 року.